# آرثر فولكيس
آرثر فولكيس (بالإنجليزية: Arthur Foulkes)‏ (و. 1928  م) هو دبلوماسي، وصحفي، وسياسي بهامي، هو عضوٌ في الحزب الليبرالي التقدمي.

## مناصب
تولى منصب Governor-General of the Bahamas ‏ (منذ 14 أبريل 2010)، وعضو مجلس النواب في الباهاماس ‏، وsenator of the Bahamas ‏، وسفير.

## جوائز
حصل على جوائز منها:
- وسام الصليب الأكبر من رتبة القديسان ميخائيل وجرجس.